# Lindum Colonia

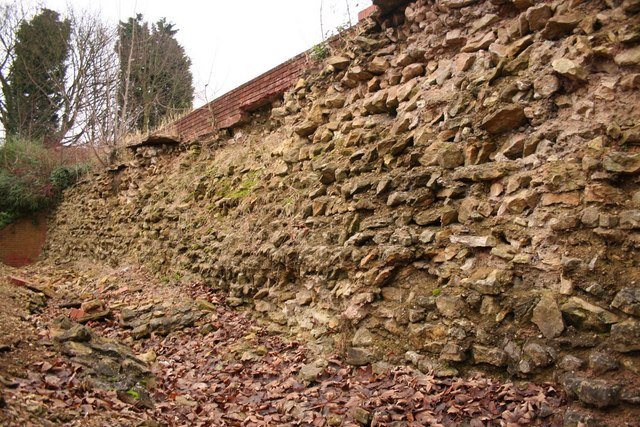
Der römische Nordwall

Lindum Colonia war eine antike römische Stadt an der Stelle des heutigen Lincoln in der Grafschaft Lincolnshire in England.
Die Stadt war eine römische Colonia (Kolonie), die am Ende der Regierungszeit Domitians in der römischen Provinz Britannia Britannien gegründet wurde. An der Stelle der Stadt befand sich zuvor das Lager der Legio IX Hispana. Am Ende des 3. Jahrhunderts wurde die Stadt Verwaltungssitz einer Provinz, vielleicht von Britannia secunda, während in der älteren Forschung Flavia Caesariensis vermutet wurde.

## Lage
Lindum Colonia lag an der Kreuzung einiger wichtiger römischer Straßen und hatte den Fluss Witham als weitere wichtige Verkehrsader. Von Nord nach Süd war es die „Ermine Street“, die Londinium (London) mit Eboracum (York) verband. Der von Isca Dumnoniorum (Exeter) kommende „Fosse Way“ endete in Lincoln. Bei der Stadt gab es wahrscheinlich auch eine Brücke, die den Witham überspannte. Des Weiteren gab es eine Straße, die nach Osten zur Küste führte.

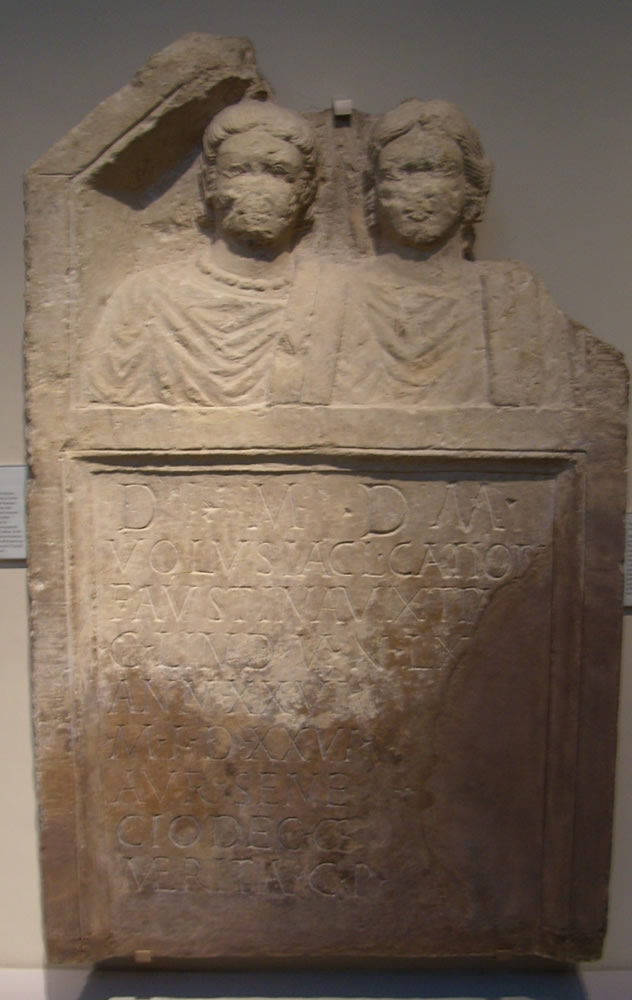
Grabstein der Volusia Faustina, der von ihrem Gemahl, dem Dekurios Aurelios Senecio errichtet worden ist

## Name
Der Name der Stadt ist in Inschriften und auch bei antiken Geographen überliefert. Der volle Name lässt sich als Colonia Domitiana Lindensium rekonstruieren, ist aber bisher nicht bezeugt. In der Geographike Hyphegesis von Claudius Ptolemäus erscheint die Stadt als Lindum. In der Itinerarium Antonini heißt sie Lindo. Beim Geograph von Ravenna wird sie als Lindum Colonia bezeichnet.

## Geschichte
Vor allem anhand von Grabsteinen, die am Ende des 19. und am Beginn des 20. Jahrhunderts entdeckt wurden, kann mit Gewissheit bezeugt werden, dass hier die Legio VIIII Hispana und dann die Legio II Adiutrix stationiert waren. Das Gründungsdatum des Lagers der Legio VIIII Hispana ist unsicher. Daten zwischen den späteren Jahren der Regierungszeit von Claudius (ca. 47–54 n. Chr.) bis um 60 n. Chr. werden in der Forschung diskutiert. Vier Grabsteine gehören Legionären der Legio VIIII Hispana, die nach den Inschriften aus Provinzen des Mittelmeerraumes stammen (Spanien, Makedonien und Italien). Die Legio II Adiutrix kam eventuell im Jahr 71 nach Lindum Colonia, zusammen mit dem neuen Provinzstatthalter Petilius Cerialis. Im Jahr 77/78 wurde diese Legion nach Chester verlegt. In den folgenden Jahren erhielt der Ort den Rang einer Kolonie. Das genaue Gründungsdatum der Kolonie ist unbekannt, doch gibt es aus Mainz eine Inschrift, die Lindum Colonia erwähnt und in das Jahr 96 n. Chr. datiert.
In den Kolonien wurden meist pensionierte Legionäre angesiedelt, denen Land zugewiesen wurde. Sie lebten nicht unbedingt direkt in der Stadt, sondern auch in der zur Stadt gehörigen Umland. Koloniestädte hatten auch eine eigene Verwaltung. Es gab einen Stadtrat (ordo) und im Idealfall 100 Räte (Dekurionen). Ein Dekurio, Aurelios Senecio, ist von einem Grabstein bekannt. Ansonsten unterschied sich die Stadt wohl nicht von anderen Städten in Britannien. Zentrum des öffentlichen Lebens war ein Forum, es gab Tempel, ein Amphitheater (das bisher nicht lokalisiert werden konnte), sowie öffentliche Bäder. In der Stadt muss es auch einen Tempel für den Kaiserkult gegeben haben. Zwei Priester, sevili augustales sind bekannt. Marcus Aurelius Lunaris (237 n. Chr.) hatte dieses Amt in Lindum Colonia und Eboracum (York) inne und ist von einem Weihestein bekannt, der sich in Bordeaux fand.

## Stadtaufbau
Die antike Stadt bestand aus zwei Teilen. Im Norden, auf einem Hügel, gab es ein quadratisches (ca. 300 × 300 Meter), etwa 16 Hektar großes Areal, das an der Stelle des einstigen Legionslagers lag. Es wird auch als Oberstadt bezeichnet. Südlich schloss sich die sog. Unterstadt an, die genauso breit, aber rund 400 Meter lang war. Sie grenzte im Süden an die Witham, einen kleinen Fluss. Die Böschung in der Unterstadt ist zum Teil sehr steil und es wird vermutet, dass es in römischer Zeit Stützmauern gab, doch ist nichts eindeutiges archäologisch erkennbar. Durch die moderne Bebauung ist es schwer, sich ein Bild von der antiken Stadt zu machen. Die Unterstadt entwickelte sich offensichtlich aus der Lagersiedlung (Canabae), die sich neben dem Militärlager befand.
Die Stadt hatte einen Stadtplan mit sich rechtwinklig kreuzenden Straßen, obwohl es in der Unterstadt auch eine diagonale Straße gibt, die andeutet, dass die Vorgängersiedlung eher ungeplant wuchs. Jenseits der Witham gab es eine umfangreiche Vorstadt, die sich gut einen Kilometer entlang der Ermine Street zog.

### Stadtmauer

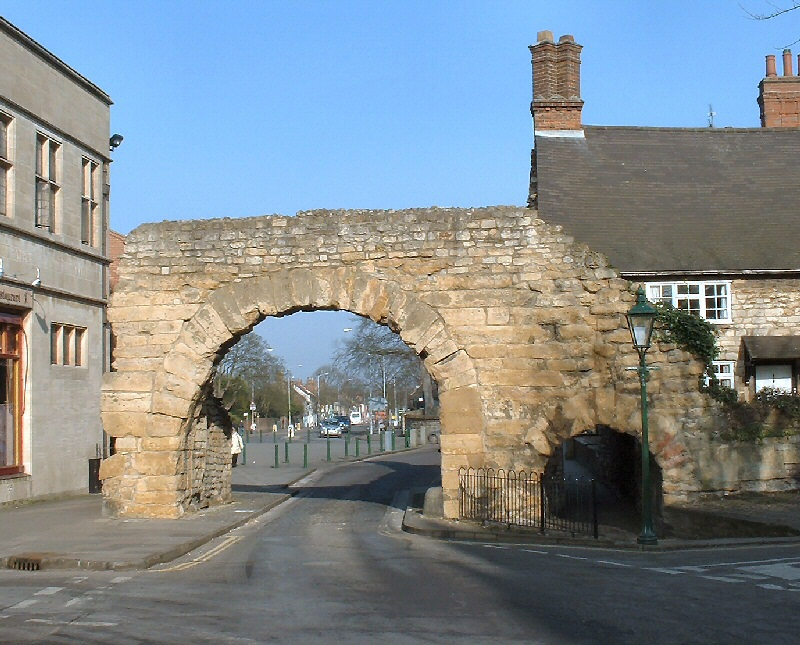
Newport Tor (Nordtor)

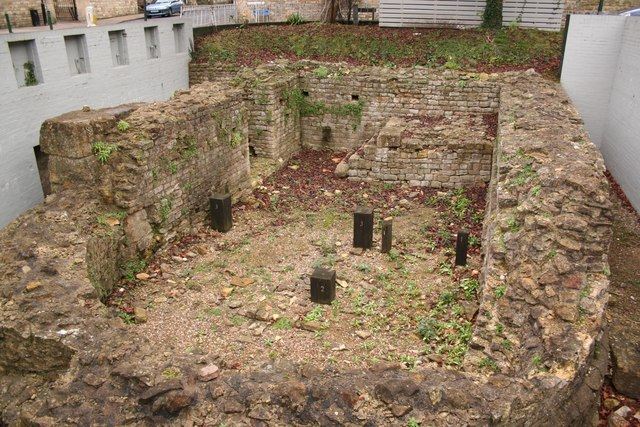
Das Osttor

Die Oberstadt hatte von Anfang an eine Stadtmauer, die aus Stein war und die Erdwerke des Militärlagers ersetzte. Die Mauer datiert an den Beginn des zweiten Jahrhunderts. Die Steinmauer war 1,2 m stark und einst etwa 4 m hoch. An der Außenseite gab es einen Graben, der neu angelegt worden war, da der Graben des Lagers nicht genutzt werden konnte, da die Steinmauer über den Graben des Legionärslager hinaus ging. Der Bogen des nördlichen Stadttores steht noch heute teilweise an. Die Mauer der Unterstadt ist erst später errichtet worden. Auf der Innenseite gab es bei einem Abstand von etwa 40 m jeweils einen Turm, der etwa 5 × 6 m maß. Insgesamt muss es einst etwa 40 von ihnen gegeben haben. Die Mauer der Oberstadt hatte vier Tore. Das Nordtor ist am besten bekannt und steht heute noch. Es besteht aus einem Tor mit einem Rundbogen. Auf beiden Seiten finden sich Eingänge für Fußgänger. Die Eingänge wurden von halbrunden Türmen an der Maueraußenseite flankiert. Das Osttor war ähnlich aufgebaut. Es handelte sich um das Haupttor des Legionslagers, hatte aber zwei Durchfahrten. Das Osttor kam 1836, ist seit dem aber nicht wieder untersucht worden. Es handelte sich um einen Turm mit einer Durchfahrt. Das Südtor ist nur schlecht untersucht. Es hatte zwei Durchfahrten und flankierende Türme. Es ist unsicher, ob es auch Eingänge für Fußgänger gab.

### Das Forum

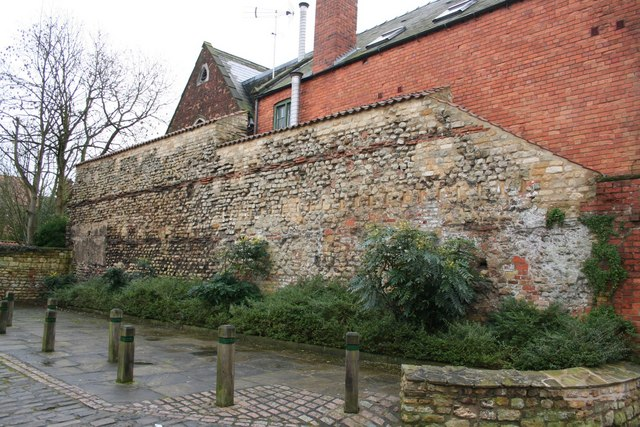
Die sogenannte Mint Wall, einst wahrscheinlich Wand einer Basilika

In der Mitte der Oberstadt befanden sich das Forum und eine Basilika. Das Forum stand an der Stelle der Principia des Legionslagers und wurde offensichtlich mit dem Umbau zur Zivilsiedlung auch einer zivilen Funktion zugeführt. Bedeutende Elemente des Forums sind gefunden worden, doch ist es nur begrenzt möglich, einen Plan zu rekonstruieren. Unter der Balligate, einer Straße im Zentrum des modernen Lincolns kam 1878 eine Kolonnade mit 19 Säulen zu Tage. Weitere Teilen fanden sich 1897. Hier fand sich auch ein Meilenstein, der die Entfernung nach Segelocum mit 14 Meilen angibt. Die Kolonnade war 84 m lang. Auf der Südseite fanden sich Reste einer Straße. Die einzelnen Säulen standen 4,8 m weit auseinander (von deren Mitte gemessen). An anderen Stellen ist der Abstand 6 m und es kann angenommen werden, dass es hier Eingänge gab. Es kann vermutet werden, dass die Kolonnaden die Außenseite des Forums dekorierten. Ein anderer gut erhaltener Teil des Forums ist die sogenannte Mint Wall. Es handelt sich um die Reste einer Mauer, die heute noch zum Teil 7 m hoch ansteht und sich auf eine Länge von 23 m verfolgen lässt. Die Mauer ist etwa 1 m dick, wobei sich in den erhaltenen Teilen keine Fenster befinden. Die Mauer datiert wahrscheinlich an das Ende des zweiten Jahrhunderts und läuft exakt rechtwinklig zu der nördlichsten Säule der erhaltenen Kolonnade. Vermutlich stellt sie die Südmauer eine Basilika dar. Unter der Mauer konnten bei neueren Ausgrabungen ältere Mauerreste erfasst werden, die zu einer älteren Bauphase des Forums gehören. Hier wurde auch eine Apsis ausgegraben. Südlich der Mauer befand sich ein großer offener Hof, dessen Steinplattenbelag zum Teil noch gut erhalten war. Hier fanden sich Reste eines Statuensockels. Unter dem Hof konnten auch die Reste der Principia, dem Stabsgebäude des Legionslager ergraben werden. Es lassen sich also zwei Bauphasen unterscheiden, wobei nicht bekannt ist, zu welcher Bauphase die Kolonnade gehört.

### Thermen
Ganz im Nordosten der Stadt wurden 1957 bei Ausgrabungen Teile eines öffentlichen Bades erfasst. Es nahm wahrscheinlich den großen Teil einer Insula ein und war einst etwa 60 × 45 m groß. Bei den Ausgrabungen sind nur kleine Ausschnitte der Anlagen gefunden worden. Es scheint sicher, dass die Anlage sich nach Süden orientierte. Hier gab es auch einen Porticus zur Straße hin. Mehrere Räume hatten Hypokausten und diverse Räume waren mit Mosaiken ausgestattet. Es gab wahrscheinlich mehrere Bauphasen. Das ursprüngliche Bad wurde am Beginn des 2. Jahrhunderts errichtet. Es gab eine Erweiterung am Ende desselben Jahrhunderts. Auch in der Unterstadt scheint es ein Bad gegeben zu haben. Hier wurde 1782 ein 6 × 6 m großer beheizbarer Raum entdeckt, der nur von öffentlichen Thermen stammen kann.

### Andere Bauten
In der Unterstadt fand sich eine Inschrift, die Mercur erwähnt und auf einen Tempel oder Schrein des Gottes deutet. Mit der Inschrift fanden sich Säulenreste und große, bearbeitete Steine, die von dem Tempel stammen können. Eine weitere Inschrift nennt Apollon und mag auf einen weiteren Tempel hindeuten.  Auch in der Unterstadt fanden sich Reste eines öffentlichen Brunnens. Er wurde schon 1830 entdeckt, aber erst 1953 vollständig untersucht. Es handelt sich um eine achteckige aus Kalkstein errichtete Struktur, die mit wasserdichten Zement ausgekleidet war. Der Brunnen hatte einen Durchmesser von etwa 6 m und war 1 m hoch. Es fanden sich Reste eines Ausflusses, doch gibt es keine Belege, wie der Brunnen mit Wasser versorgt wurde. Ähnliche öffentliche Brunnen sind auch aus anderen römischen Städten bekannt und es kann vermutet werden, dass er auf einem öffentlichen Platz stand. In der Unterstadt konnten auch Reste eines eventuell klassischen Tempels gefunden werden.

### Wasserversorgung und Kanalisation
Die Stadt hat einer der am besten dokumentierten und ausgebauten Kanalisationssysteme im römischen Britannien. Unter der Balligate kam ein Abwasserkanal zu Tage. Er war bis zu 1,5 m hoch, gut 1,2 m breit und aus Stein erbaut. Die Oberseite war mit Steinplatten abgedeckt. An verschiedenen Stellen fanden sich kleinere Abwässerkanäle und Kanäle direkt aus Häusern, die diesen Hauptkanal speisten. Es gab diverse Kontrollschächte, damit der Kanal gewartet werden konnte.
Die Stadt hatte auch einen Aquädukt, der für Frischwasser sorgte. Der Aquädukt erreichte die Stadt im Norden, wo es ein Wasserbecken gab, und wurde von der Roaring Meg, einem Bach ca. 1,8 km entfernt, gespeist. Der Höhenunterschied betrug 21 m. Die eigentliche Leitung bestand aus tönernen Röhren, die 914 mm lang und maximal 140 mm Durchmesser hatten. Die Röhren waren in wasserdichten Zement eingemauert. Meist verlief die Leitung unterirdisch, doch gab es auch Stellen, wo sie über eine Brücke verlief. Am Roaring Meg muss es Pumpen gegeben habe, oder einen Wasserturm, doch ist davon archäologisch nichts nachweisbar.

### Wohnbauten

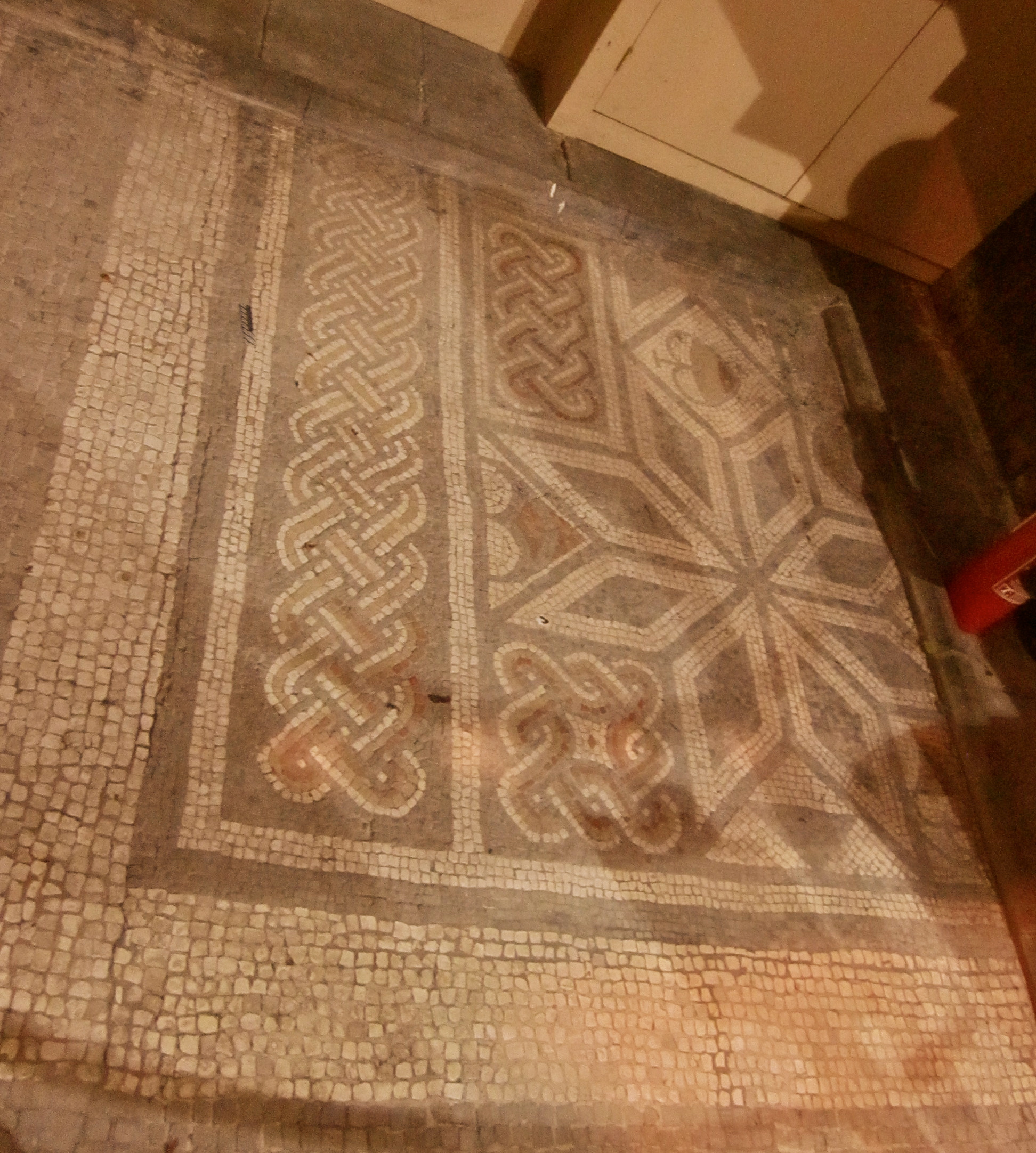
Mosaik aus Lindum Colonia

Nur wenig ist von der Wohnbebauung bekannt. Vor allem im 19. Jahrhundert fanden sich vereinzelte Mosaike, die meist nur geometrische Muster aufweisen. Sie belegen ein gehobenes Wohnniveau und deuten auf teilweise prächtige Wohnbauten. Insgesamt scheinen Wohnbauten zunächst aus Holz errichtet worden zu sein um im zweiten Jahrhundert durch Bauten aus Stein ersetzt zu werden. In der Unterstadt konnte ein Haus mit mindestens 12 Räumen ausgegraben werden. Mindestens ein Raum hatte Hypokausten. Das Haus konnte nicht vollständig erfasst werden, so dass kein vollständiger Plan vorliegt. Reste der Wohnbebauung des 4. Jahrhunderts erscheinen oftmals auf bedeutende und große Wohnbauten zu deuten. Dies mag mit der neuen Rolle der Stadt als Provinzialhauptstadt in Verbindung stehen. Allerdings stammen auch aus anderen Städten Britanniens gerade die bedeutendsten Wohnbauten gerade aus dieser Zeit, womit die Stadt nur einem generellen Trend folgte.
Etwas mehr ist zu der Wohnbebauung in der südlichen Wohnstadt bekannt. Hier standen vor allem Wohnbauten entlang der Straße. Es handelt sich vor allem in Holz errichtete Streifenhäuser. An der Front befand sich in der Regel ein Laden, dahinter befanden sich Werkstätten und im Hinterteil des Hauses lagen die Wohnräume. Vier solcher Häuser konnten bei der heutigen lower High Street zum großen Teil ausgegraben werden. Es kamen zwei Phasen, die beide in das dritte Jahrhundert datieren, zu Tage. Es fanden sich verschiedene Öfen und ein Haus hatte sogar einen ausgemalten Raum.

### Friedhöfe

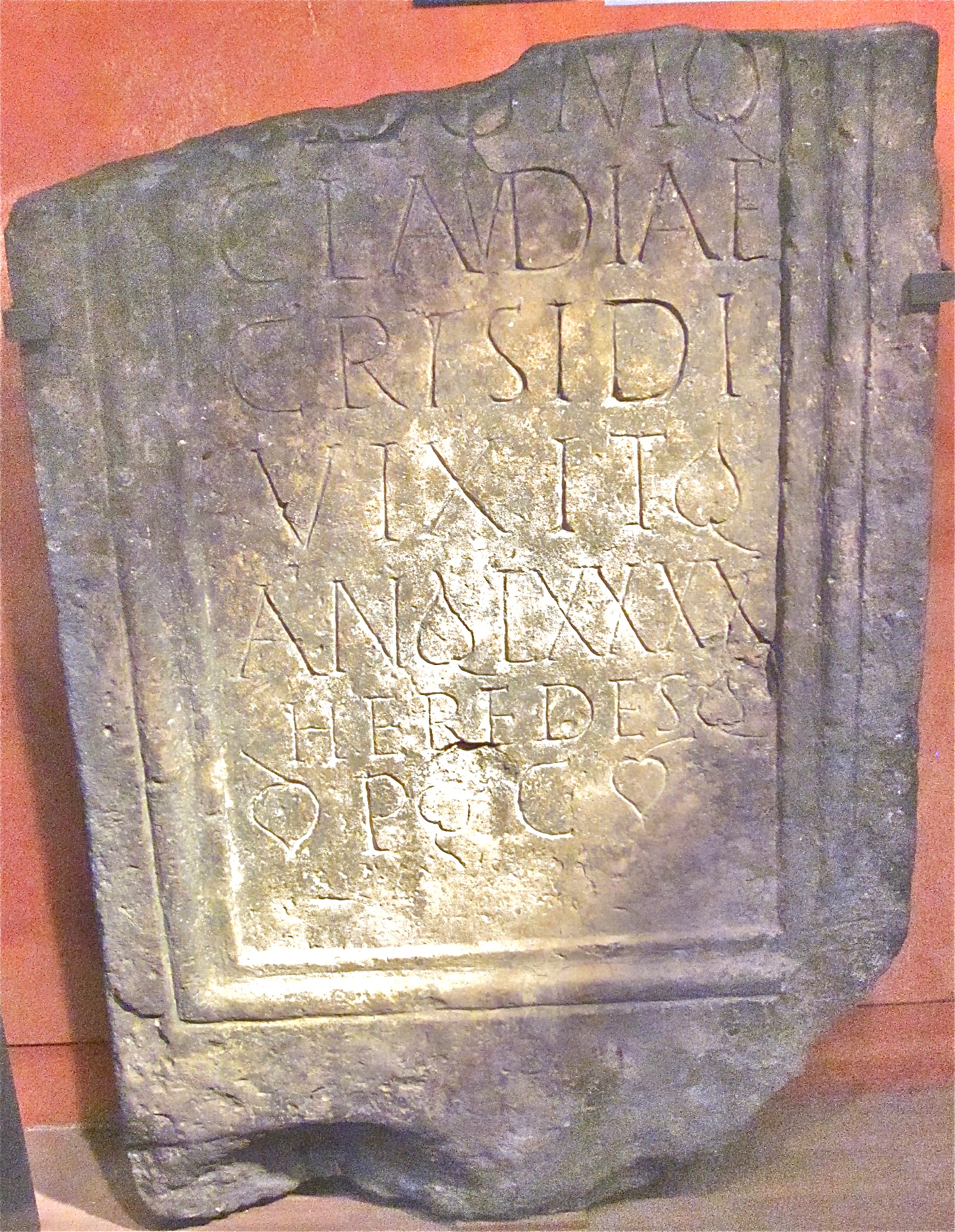
Grabstein der Claudia Crysis, die 90 Jahre alt wurde

Umfangreiche Friedhöfe lagen jenseits der Stadtmauern vor allem an den Ausfallstraßen nach Norden und Osten, weitere Gräberfelder lagen direkt östlich und westlich der Unterstadt, während relativ wenige Gräber südlich der Vorstadt gefunden wurden. Bei den Bestattungen handelt es sich meist um Urnenbeisetzungen. Körperbestattungen, die ab dem zweiten Jahrhundert beliebter wurden, und im vierten Jahrhundert die Regel waren, kamen vor allem östlich der Stadt zu Tage, während ein großer Friedhof westlich der Unterstadt aufgegeben wurde. Zahlreiche Grabsteine fanden sich verbaut in der Stadtmauer oder an anderen Orten. Sie liefern Namen und Berufe der Stadtbewohner. So war C. Iulius Gelenus zum Beispiel Soldat der sechsten Legion. Gaius Valerius war Standartenträger der Neunten Legion. Sacer war Sohn eines Bruscus und bezeichnet sich als Senone. Claudia Crysis soll 90 Jahre alt geworden sein. Flavius Helius war eine Griechin, die etwa 40 Jahre alt wurde und deren Grabstein von ihrem Gemahl errichtet wurde. Titus Valerius Pudens diente in der Legio II Adiutrix und stammte ursprünglich aus Savaria.

## Spätantike
Unter Diokletian wurde Lindum Colonia Hauptstadt der neu eingerichteten Provinz  Britannia secunda, während in der älteren Forschung Flavia Caesariensis vermutet wurde. Für das vierte Jahrhundert ist ein Bischof mit dem Namen Adelphius bezeugt, der 314 bei dem Konzil von Arles anwesend war. Ansonsten gibt es nur wenige Belege für das Christentum in der Stadt. Immerhin gibt es in der Unterstadt Reste eines Baues mit einer Apsis, die nach Osten orientiert ist. Es könnte sich um eine Kirche handeln. Im Laufe dieses Jahrhunderts scheint die Bevölkerung immer mehr an die Ufern des Flusses gezogen zu sein.
Aus der Zeit als die Stadt Provinzialhauptstadt war, gibt es kaum Belege für ein verstärktes Bauwesen von staatlicher Seite, wie man erwarten würde. Immerhin gibt es Belege, dass die Stadtmauer verstärkt wurde. Etwa 2,5 km östlich der Stadt kamen die Reste einer reich ausgestatteten und sehr großen Villa zutage. Es wird vermutet, dass hier ein hoher Beamter residierte, doch kann dies nicht bewiesen werden.
Die Stadt verlor im fünften Jahrhundert an Bedeutung, doch gibt es Anzeichen für eine kontinuierliche Besiedlung, zumindest in kleinem Rahmen, bis in das Mittelalter. Hierfür ist vor allem die Namenskontinuität ein Beleg; aus Lindum Colonia wurde Lincoln. Im Forum wurde eine Holzkirche errichtet, deren Datierung jedoch sehr unsicher ist. Sie mag in nachrömische Zeit gehören.

## Nachwirkungen
Das Lincolnschaf, das in der Region um Lincolnshire entstand, geht möglicherweise auf römische Schafimporte zurück. Die Rasse entstand in den Lincolnshire Wolds, das beginnend von der römischen Zeit (44 bis 410) über das Mittelalter und die beginnende Neuzeit eines der Zentren britischer Wollproduktion war. Für die Importe gibt es aber nur als Indiz, dass alle Regionen Großbritanniens, in denen traditionell Langwollschafe gezüchtet wurden, auch Zentren römischer Schafwollproduktion waren. Die britischen Inseln hatten zwar bereits vor der römischen Besetzung eine lange Tradition der Schafhaltung, jedoch war dies auf eine Subsistenzschafhaltung begrenzt. Dagegen gab es im römischen Reich bereits seit dem 2. Jahrhundert v. Chr. eine gezielte Schafzucht, bei denen insbesondere in Apulien hornlose und weißgesichtige Schafe gezüchtet wurden. Lincolnshire, das in römischer Zeit ein Zentrum der Schafzucht war, war im Mittelalter auf Grund seiner Wollproduktion einer der wohlhabendsten englischen Landkreise.